# Sybase

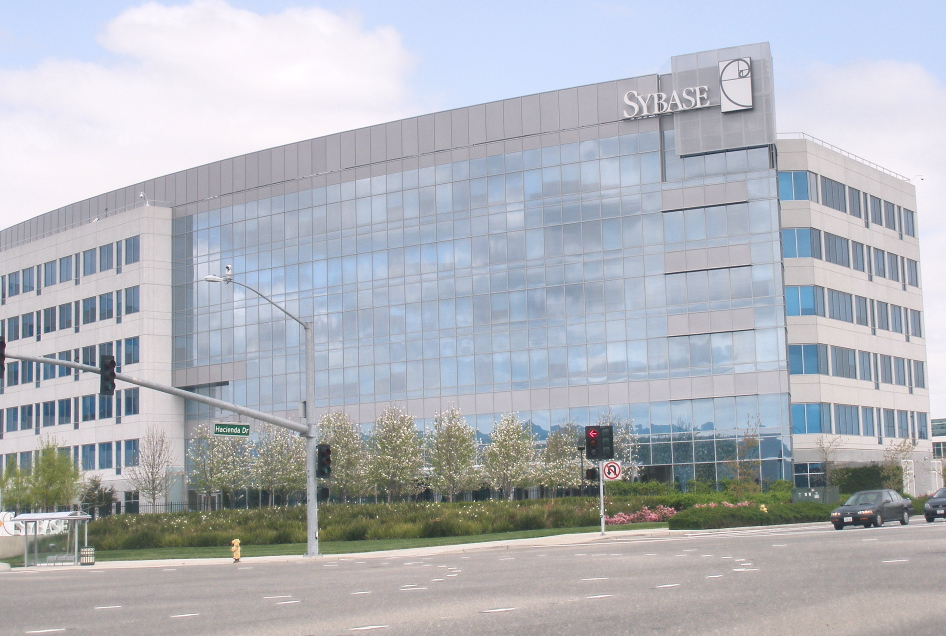
Sede di Dublin (California)

Sybase è un'azienda statunitense che produce software per la gestione e l'analisi di informazioni nelle basi di dati relazionali. Sybase è un'azienda filiale di SAP.

## Filiali
- Sybase 365
- Sybase 365 Mobile
- Sybase iAnywhere